# ミトゥー
ミトゥー（Mitú）は、コロンビアのバウペス県にある都市。人口3万人程の小さな町だが、県庁が立地している。

## 概要
ミトゥーはアマゾン熱帯雨林西部に立地しており、ブラジル国境に近い。道路は川によって寸断されているため、地域の主要交通機関は船である。県外への移動には飛行機が使われる。
気候は熱帯雨林気候であり、年間雨量は3000mmを上回る。気温は概ね32℃と20℃の間である。
町は1936年にゴム生産の拠点として設立された。後に教会が建てられ、布教の中心となった。1998年に反政府ゲリラのコロンビア革命軍が町を襲撃し、コロンビア陸軍と戦闘になった。

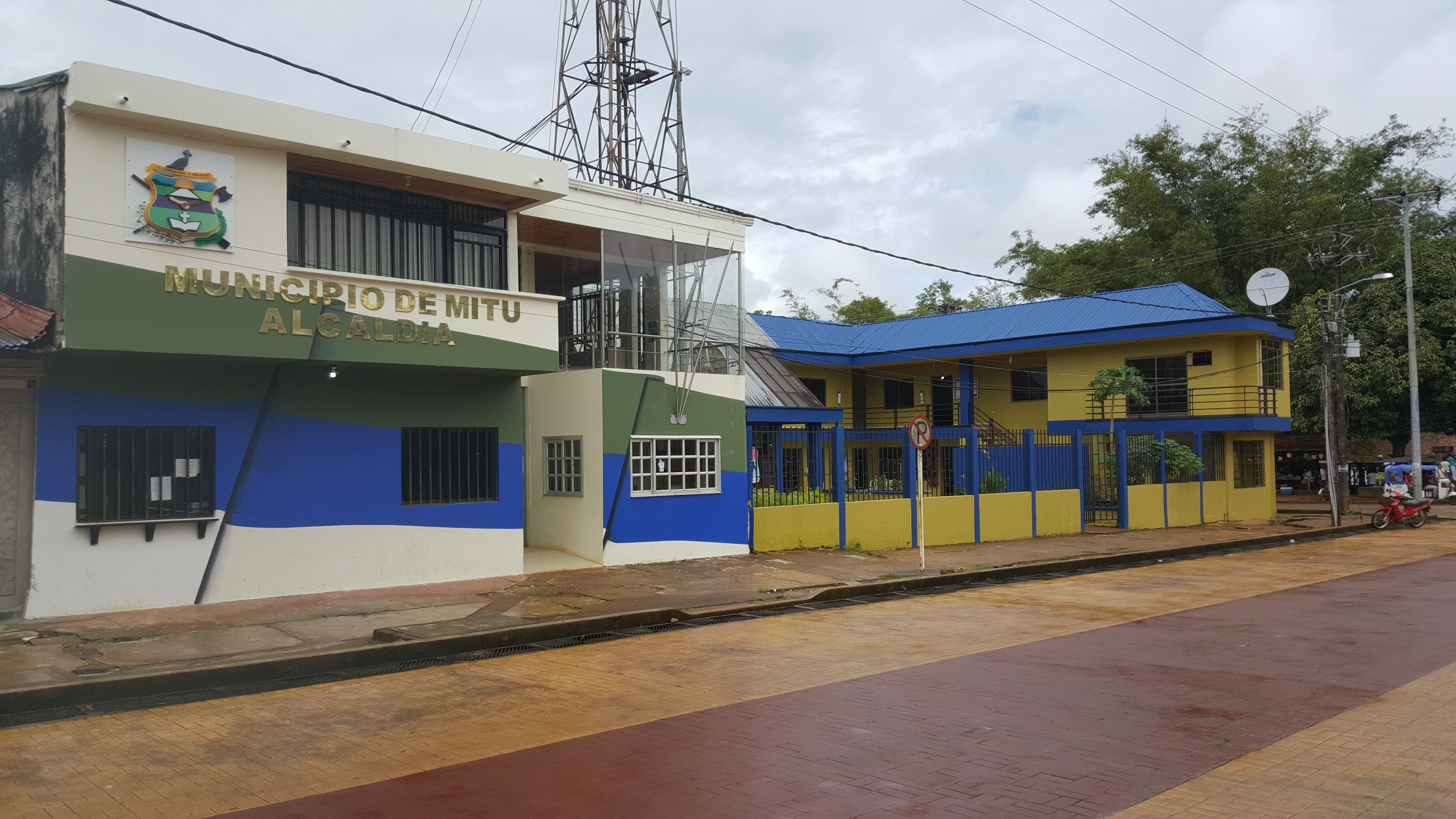
市役所